# 硝酸メチル
硝酸メチル（しょうさんメチル、Methyl nitrate、メチルナイトレート）は、硝酸のメチルエステルである。

## 性質
硝酸メチルは毒性のある敏感な爆薬で、吸い込むことによって頭痛を引き起こす。点火すると灰青色の炎を上げて激しく燃える。

## 合成
メタノールと硝酸を縮合させることで作られる。
{\displaystyle {\ce {CH3OH + HNO3 -> CH3NO3 + H2O}}}
硝酸メチルはメタノールと硝酸の混合物を蒸留するか、メタノールを硫酸と硝酸の混酸を使って硝酸エステル化する方法で作られる。前者の方法は爆発の危険性が高い硝酸メチルが蒸気の状態で生成するためあまり好まれない。後者の方法はニトログリセリンの合成法と本質的には変わらないが、一般的に少し高めの温度で行われ、工業的には圧縮空気の代わりに機械的に撹拌する。

## 爆薬
硝酸メチルの爆速（VOD）は8000m/sであり、最も猛度が大きいものの一つとして知られる。爆発の感受性は非常に大きいため微量で使われる。

## 法規制
日本の消防法において、第5類危険物(自己反応性物質)である硝酸エステル類に属する。